# Mattias de Medici
Mattias de Medici (9. května 1613, Florencie – 11. října 1667, Siena) byl třetí syn toskánského velkovévody Cosima II. De Medici a rakouské arcivévodkyně Marie Magdalena Habsburské. Byl guvernérem Sieny s přerušením od roku 1629. Nikdy se neoženil.

## Životopis
Mattias následoval v církevní kariéře svého bratra Gian Carla. Zjistil ale, že církevní kariéra není podle jeho představ. Opustil církev a ve věku 16 let začal vojenskou kariéru. Když 28. února 1621 zemřel jeho otec Cosimo II., Mattias odešel do Toskánska ke dvoru Ferdinanda II. Medicejského. Dne 29. května 1629 jmenoval velkovévoda Ferdinand II. Mattiase guvernérem v Sieně po smrti jejich tety a tehdejší guvernérky Kateřiny Medicejské (2. května 1593 – 17. dubna 1629).
Do Sieny dorazil 27. srpna a usídlil se na náměstí Piazza del Duomo. Většinu času trávil v Sieně a byl mezi obyvateli nesmírně populární. V roce 1631, kdy probíhali boje třicetileté války vstoupil do rakouské armády. Zúčastnil se slavné bitvy u Lützenu v listopadu 1632, kde se setkal se sienským generálem Ottaviem Piccolominim.
Po svém návratu do velkovévodství v roce 1641 znovu upevnil svou vládu v Sieně. Nezůstal doma dlouho, protože vypukla válka o italské město Castro. Ferdinand II. Medicejský svěřil Mattiasovi nejvyšší velení nad spojenými armádami velkovévodství, a tak velel lize Benátské republiky, Toskánského velkovévodství, Parmy a Vévodství Modena a Reggio proti armádě papeže Urbana VIII. z rodiny Barberiniů. Vládou v Sieně po dobu své nepřítomnosti pověřil svého bratra kardinála Leopolda de Medici.
Mattias podporoval umění a vědu. Miloval také koňské dostihy a byl zvláště nadšen pro slavné Sienské Palio. Během pobytu v Německu získal vědecké přístroje, jako jsou ciferníky, astroláby a kompasy; nyní uloženo v Galerii Uffizi.
V pozdějších letech trpěl dnou, začal uvažovat o návratu k církevní kariéře. Bohužel onemocněl a zemřel v Sieně dne 11. října 1667 ve věku 54 let. Byl pohřben v hrobce Medicejů v San Lorenzu ve Florencii.